# Caoxi
Caoxi (kinesiska: 曹溪) är ett stadsdelsdistrikt i sydöstra Kina. Det ligger i stadsdistriktet Xinluo i staden Longyan i provinsen Fujian, omkring 250 kilometer sydväst om provinshuvudstaden Fuzhou. Antalet invånare är 59 312. Befolkningen består av 26 781 kvinnor och 32 531 män. Barn under 15 år utgör 13,0 %, vuxna 15-64 år 81 %, och äldre över 65 år 4,0 %.